# Monte Venere
Il monte Venere fa parte del gruppo dei monti Cimini in provincia di Viterbo nel comune di Caprarola. Dal 1995 è un sito di importanza comunitaria e dal 1999 zona di protezione speciale.

## Morfologia
È un edificio di origine vulcanica composto da tre cime, ciascuna delle quali è un cono vulcanico posto all'interno del cratere di Vico, appena a nord del lago. La sommità più elevata raggiunge un'altitudine di 835 m s.l.m. e si sviluppa in prominenza per 341 metri sul Lago di Vico.
In cima al monte sorge la più grande cavità naturale di origine vulcanica del Lazio, chiamata il Pozzo del Diavolo.

## Vegetazione
È coperto da faggi nel versante esposto a settentrione, dalla sommità fino a circa 560 metri di altitudine  per questo viene definita anche come "faggeta depressa", e da cerri e talora castagni negli altri versanti.

## Storia
L’antro sommitale ha visto un'intensa campagna di scavi archeologici negli anni ‘70 dello scorso secolo che hanno portato alla luce uno dei siti neolitici più importanti. Alle pendici dell'altura sorgeva un abitato dell'età del Bronzo, in località “Nocicchiola”.
Originariamente esso formava quasi un'isola all'interno del lago, da cui emerse completamente solo in età romana con la costruzione, di un tunnel sotterraneo di emissione delle acque dal lago.
Abbassando il livello delle acque, oltre alla completa emersione del Monte Venere, venne all'asciutto una vasta zona fertile e pianeggiante da coltivare, nuovamente riemersa in età rinascimentale con il ripristino del condotto operato dai Farnese dopo un probabile crollo avvenuto in età medievale.

## Leggenda
La leggenda, affrescata nel Palazzo Farnese di Caprarola, racconta che Ercole sfidato dagli abitanti locali a dimostrare la sua leggendaria possenza, abbia scagliato in un gesto di rabbia la una verga di ferro nel terreno, conficcandola: non essendo riuscito nessuno dei presenti ad estrarla, lo fece lui a dimostrazione della propria forza. Dalla cavità sarebbe fuoriuscita l'acqua che in breve avrebbe creato il lago di Vico.

## Escursioni
Il monte è attraversato da numerosi sentieri della Riserva del Lago di Vico, uno dei quali attrezzato per i non vedenti.